# Клиффорд, Роберт, 1-й барон де Клиффорд
Роберт де Клиффорд (англ. Robert de Clifford; 1 апреля 1274 — 24 июня 1314) — феодальный барон Уэстморленда с 1291 года, барон де Клиффорд из Тенбери по праву держания с ок. 1286 года, 1-й барон де Клиффорд (по призывной грамоте) с 1299 года, хранитель Шотландской марки с 1297 года, лорд-маршал Англии с 1307 года, английский землевладелец и военачальник, сын Роджера III де Клиффорда и Изабеллы де Випонт.
Благодаря наследству матери, Роберт стал одним из могущественных землевладельцев в Северо-Западной Англии. При королях Эдуарде I и Эдуарде II он участвовал в войне против шотландцев, возглавляемых Робертом Брюсом. В конфликте короля Эдуарда II с баронской оппозицией Клиффорд первоначально сохранял верность королю, но затем поддержал мятеж знати против королевского фаворита Пирса Гавестона, закончившийся убийством последнего. Получив прощение, Клиффорд в составе английской армии был одним из военачальников в битве при Бэннокберне, во время которой был убит.

## Биография

### Ранние годы
Роберт родился 1 апреля 1274 года. Его отец, Роджер III де Клиффорд, который владел поместьями Клиффордов в Херефордшире, погиб в Уэльсе в 1282 году, а его дед, Роджер II де Клиффорд, феодальный барон де Клиффорд из Тенбери, владевший землями в Валлийской марке в Вустершире, Херефордшире и Беркшире, умер около 1286 года. Опекуном малолетнего наследника должен был стать Эдмунд Корнуольский, двоюродный брат короля Эдуарда I, но Изабелла де Випонт, мать Роберта, смогла добиться того, что воспитание Роберта было предоставлено Гилберту де Клеру, графу Глостеру.
В 1291 году умерла мать Роберта, после чего Роберт унаследовал владения Випонтов — баронию Уэстморленд, включавшую замки Эпплби и Брогем. Эти земли составили основу могущества рода. После этого опеку над Робертом передали Эдмунду Корнуольскому. А в 1294 году опекуном стал сам король Эдуард I.
Весной 1295 года Клиффорд сопровождал короля во время военной кампании в Уэльс. 3 мая того же года он был введён в право наследования своими владениями. Однако они были сильно разорены за время его малолетства. Их восстановление осложнялось начавшейся войной с Шотландией, затронувшей и северную Англию.

### Войны с Шотландией при Эдуарде I
С 1297 года и до самой смерти Клиффорд регулярно участвовал в военных действиях против шотландцев. При этом, по сообщению поздней хроники, он ещё 27 апреля 1296 года участвовал в битве при Данбаре.
В 1297 году началось восстание шотландцев в Галлоуэе, причём на их сторону перешло несколько представителей знати, включая Роберта Брюса, графа Каррика, отец которого, лорд Аннандейл, был одним из самых последовательных сторонников Эдуарда I. В июле 1297 года Клиффорд был назначен капитаном королевских замков в Камберленде. Тогда же ему было приказано вместе с Генри Перси вторгнуться в Галлоуэй, чтобы подавить восстание. Клиффорду и Перси удалось без особых проблем разобраться с восставшими, которые были разобщены. В конце того же года Клиффорд произвёл набег на Аннандейл, он разорил область и сжёг 10 деревень. В феврале следующего года он повторил набег.
22 июля 1298 года Клиффорд участвовал в битве при Фолкерке, закончившейся победой англичан.
В 1300 году Роберт сопровождал короля во время военной кампании к замку Каэрверок. Зимой 1301/1302 года он участвовал в военной кампании в Шотландии. В 1304 году Роберт сопровождал Эдуарда I в Шотландии, участвуя 1 марта в победоносном для англичан сражении при Пибсе. В том же году он соединился с армией принца Уэльского Эдуарда, участвуя вместе с ним в осаде замка Стерлинг. Хотя Роберт оставался в окружении принца Уэльского, который в августе 1305 описывал его как «нашего дорогого и хорошо любимого рыцаря», он продолжал служить Эдуарду I, от имени которого был хранителем Дарема в 1302—1303 и 1305—1307 годах и хранителем Селкирка в марте 1306. Клиффорд был одним из английских капитанов, которому было приказано напасть на мятежного Роберта Брюса. В феврале 1307 года он преследовал Брюса в Галлоуэе. При этом Клиффорд не смог препятствовать захвату Джеймсом Дугласом замка Дуглас и уничтожению находившегося там гарнизона, размещённого ранее Клиффордом.
В феврале 1301 года Роберт отправил письмо папе римскому, подписанное им «кастелян Эпплби». В нём он отрицал, что Шотландия является феодальным владением папства.

### Английский барон
Энергичное выполнение королевских поручений не мешало Роберту де Клиффорду распространять своё влияние в Северной Англии. 25 ноября 1298 года он был сделан капитаном и королевским лейтенантом (наместником) в северо-западной Англии и шотландских земель до границ Роксбургшира. Кроме того, 7 июля 1298 года он был ещё сделан хранителем Ноттингемского замка и судьёй земель к северу от Трента. Эти должности Роберт сохранил до конца правления Эдуарда I. В качестве награды за его заслуги король 26 сентября 1298 года даровал Клиффорду замок Каэрверок, а также земли, конфискованные у Уильяма Дугласа. Это решение вызовет вражду между Клиффордами и Дугласами, которая будет продолжаться в течение XIV века.
29 декабря 1299 года Клиффорд впервые был вызван в английский парламент как барон де Клиффорд. С тех пор он регулярно получал туда вызовы, последний датируется 26 ноября 1313 года. В мае 1306 года Клиффорд получил принадлежавшие ранее Роберту Брюсу Харт и Хартпул в Даремской епархии. В 1302, 1303 и 1305 году он действовал как блюститель для епископа Дарема. 11 декабря 1305 Клиффорд решал вопрос о конфискации поместий Баллиолов — Гейнесфорда и замка Бернард.
В феврале 1307 года Эдуард I передал Клиффорду земли в Камберленде, принадлежавшие ранее сэру Кристоферу Сеттону. Однако основные его территориальные владения располагались в Уэстморленде. Он увеличивал там свою региональную власть, расширял свои владения. Так в 1298 году он приобрёл поместье Броу Соурбери. Около 1300 года он расширил замок Брогем, а в 1309 получил для него разрешение соорудить там бойницы и амбразуры. Местное дворянство относилось к нему лояльно, сражаясь под его командованием в Шотландии.

### Клиффорд во время правления Эдуарда II
7 июля 1307 года умер король Эдуард I. Клиффорд вместе с графами Линкольном, Уориком и Пембруком входил в число влиятельных баронов, которые присутствовали при смерти Эдуарда I, давшего на смертном одре инструкции относительно изгнанного им ранее Пирса Гавестона, фаворита его наследника Эдуарда II.
Клиффорд при Эдуарде II сохранил и упрочил своё положение. Новый король в том же 1307 году назначил Клиффорда лордом-маршалом Англии. Благодаря этой должности Клиффорд был организатором церемонии коронации Эдуарда II 25 февраля 1308. 12 марта Клиффорд был освобождён от должностей хранителя Ноттингемского замка и судьи земель к северу от Трента, однако это не свидетельствовало о том, что он утратил милость короля, поскольку уже 20 августа Клиффорд был назначен капитаном и защитником Шотландских марок. Полученные им с разрешения Эдуарда II оставшиеся владения Випонтов на севере Англии, а также планируемый брак Идонеи, дочери Клиффорда, с Генри Перси, наследником барона Перси из Алника, который также имел большие владения в Северной Англии, позволили Клиффорду упрочить свои позиции на границе с Шотландией. 13 октября 1308 года он «по повелению короля» завершил переговоры с Идонеей де Випонт, сестрой его матери, и её вторым мужем Джоном де Кромвелем, в результате чего он получил оставшиеся владения Випонтов. Скорее всего таким образом Эдуард II решил укрепить положение Клиффорда в Северной Англии, для чего в 1310 году король передал ему ещё и замок Скиптон в Северном Йоркшире, а также назначил хранителем Крейвена — обширных владений к северо-западу от Скиптона. Этот замок Клиффорд начал серьёзно укреплять, однако завершить строительство не успел. Король, возможно, усиливал позиции Клиффорда на севере, чтобы тот мог восстановить пошатнувшиеся позиции Англии в Шотландии.
Новый король мало интересовался правлением, передоверив его своим фаворитам. При первой же возможности он, проигнорировав завещание отца, вернул Гавестона ко двору, пожаловал ему титул графа Корнуолл и женил на своей племяннице. Также Эдуард II не стал продолжать политику отца по отношению к Шотландии, чем дал Роберту Брюсу, который в 1306 году короновался шотландской короной, и его сторонникам время на передышку.
Беспорядок, который происходил в Англии, и возвращение Гавестона, ставшего фактическим правителем королевства, вызвали ярость аристократов. Клиффорд, однако, оставался в числе сторонников короля. 31 января 1308 года он подписал декларацию, которую составили бароны в Булони. Согласно ей подписавшиеся обязывались сохранять права на корону, предлагая королю поддержку против баронской оппозиции. Также Клиффорд подписал Стамфордское письмо от баронов папе римскому 6 августа 1309 года. Однако король в 1309 году был вынужден пойти на уступки, выслав Гавестона в Ирландию вице-королём, а сенешалем назначив графа Ланкастера, своего двоюродного брата и лидера оппозиции.
Клиффорд в это время продолжал служить на шотландской границе. 26 октября 1309 года он был назначен хранителем Карлайлской марки, 20 декабря ему с военной силой в 100 тяжеловооруженных всадников и 300 пехотинцев было поручено стать хранителем Шотландии. Хотя к тому моменту Роберт Брюс фактически был правителем всей Северной Шотландии, но в руках англичан оставались основные шотландские крепости. Однако армия так и не выступила, поскольку в Англию вернулся Гавестон, что вызвало новое недовольство баронов. Внутренние неурядицы возобновились и королю стало не до Шотландии.
К 1 апреля 1310 Клиффорд покинул пост хранителя Карлайлской марки. 17 июля он получил новое назначение и в декабре он был в Селкерке, где вёл переговоры с Брюсом. 4 апреля 1311 года Клиффорд был назначен хранителем Южной Шотландии. Он расположился в Берике. В ноябре Клиффорд провёл набег в Шотландию, при этом одиннадцать из его рыцарей потеряли своих лошадей.
Однако в это время Клиффорд стал меньше времени уделять шотландским делам, оказавшись больше вовлечён в английскую политику. Хотя он считался одним из верных сторонников короля, но отношения с королём охладели. Возможно причиной его недовольства стало получение Гавестоном в декабре 1310 года в управление Пенрита. Не исключено, что Клиффорд расценил, что Гавестон может стать угрозой его положению в Северо-западной Англии. В то же время обладавшее большей ценностью лордство Скиптон, полученное Клиффордом, ранее управлялось Гавестоном, так что Клиффорд извлёк больше пользы из расположения короля. Поэтому не исключено, что недовольство Гавестоном было вызвано общим отношением баронов к фавориту, а также обязательствами Клиффорда перед Эдуардом I. Хотя Клиффорд не был в числе лордов-ордайнеров, но в 1312 году он принял активное участие в борьбе против Гавестона. Он охранял шотландскую границу, чтобы предотвратить помощь от шотландцев. 4 мая он в составе баронской армии вошёл в Ньюкасл, но король и Гавестон успели ускользнуть. В мае Клиффорд участвовал в осаде хорошо укреплённого замка Скарборо, в котором укрылся Гавестон. 19 мая королевский фаворит был вынужден сдаться графу Пембруку при условии, что будет находиться под домашним арестом в замке Уоллингфорд до 1 августа, когда Парламент должен был решить его судьбу. Однако двое баронов — графы Уорик и Ланкастер — не захотели ждать суда. Они выкрали Гавестона и увезли его в Уорик, где 19 июня тот был обезглавлен.
Убийство Гавестона раскололо баронскую оппозицию. Несмотря на всеобщую ненависть к фавориту, его убийство потрясло англичан. Хотя Клиффорд и не был напрямую причастен к убийству королевского фаворита, он, судя по всему, получил некоторые ценности, которые оставили Эдуард II и Гавестон в Ньюкасле. Позже они были возвращены королю. Клиффорд, которому были даны охранные грамоты, в течение года служил посредником между королём и графами Уориком и Ланкастером. В результате переговоров при участии папы 14 октября 1313 года убийцы Гавестона были амнистированы, через 2 дня в числе всех восставших против короля баронов получил амнистию и Клиффорд.

### Гибель

Первый день битвы при Бэннокберне

Временное перемирие между королём и оппозицией позволило обратить внимание на Шотландию, где возобновил военные действия король Шотландии Роберт Брюс. В 1313 году он смог захватить несколько замков. Был осаждён и замок Стерлинг — важнейший стратегический пункт в западной Шотландии. Но Эдуард Брюс, брат шотландского короля, неосмотрительно заключил перемирие с его губернатором, сэром Томасом Моубреем. Согласно перемирию, если к 24 июня 1314 года осада не будет снята, то Моубрей сдаст замок. Это дало англичанам время на то, чтобы собрать армию для снятия осады замка.
23 декабря 1313 года Клиффорд был вызван в Берик, чтобы присоединиться к экспедиции против шотландцев в июне 1314 года. Около 20 февраля 1314 года стало известно о бедственном положении защитников замка Стерлинг. Клиффорд был одним из немногих баронов, на которых Эдуард II мог положиться. Хотя ряд крупных баронов, включая графов Ланкастера, Суррея, Уорика и Арундела отказались участвовать в шотландской кампании, королю удалось собрать 10 июня в Уорике армию в составе 2—3 тысяч рыцарей и около 20 тысяч копьеносцев и лучников. Армией командовал констебль, граф Херефорд. В составе армии был и Клиффорд. Кроме него в поход собрались графы Глостер, Пембрук, Ангус, Николас Сегрейв, Хью ле Диспенсер Младший.
Эдуард II с армией выступил 17 июня. 22 июня — за 2 дня до сдачи замка Стерлинг — армия добралась до Фолкерка, дойдя до него за 6 дней. 23 июня англичане достигли речки Бэннокберн в нескольких километрах к югу от Стерлинга, около которой и состоялась битва, ставшая решающим сражением в войне за независимость Шотландии. Английская армия превышала по размеру шотландцев, но английские военачальники действовали крайне неудачно.

Второй день битвы при Бэннокберне

В первый день англичане несмотря на долгий марш решили сразу же атаковать противника. Возглавили атаку графы Херефорд и Глостер. Успехов они не добились. Другой отряд под командованием Клиффорда и Генри де Бомонта, в составе которого было 600—700 всадников, пытались найти путь на север в обход восточного фланга шотландской армии, где из-за недостатка людей Брюс, стоявший в лесу, не мог защищать узкий коридор твёрдой почвы, однако здесь всадники армия не могли маневрировать.
Король, который был уверен в том, что ему удастся выманить из леса Роберта Брюса, приказал Клиффорду занять позицию между Стерлингом и шотландцами, чтобы отрезать им возможность к отступлению. Однако данный манёвр был крайне неудачен. Слева от армии Брюса возле небольшой церкви святого Ниниана стоял отряд Томаса Рэндольфа, графа Морея, который и выступил против отряда Клиффорда. Англичане вместо того, чтобы продолжать двигаться к намеченной позиции, напали на шотландцев, которые закрылись щитами, ощетинившись копьями. Всадники ничего не могли с ними поделать. В завязавшейся схватке отряд Клиффорда был разбит.
Это поражение угнетало Клиффорда и заставило его на следующий день, когда битва продолжилась, безрассудно броситься в атаку в английском авангарде, в результате чего он погиб.
После окончания битвы, проигранной англичанами, Роберт Брюс великодушно отослал Эдуарду II тела погибших английских военачальников, включая и тело Клиффорда. Оно было захоронено в аббатстве Шэп в Уэстморленде в часовне, которую Клиффорд основал для своих родителей.
Наследовал Роберту де Клиффорду его старший сын Роджер де Клиффорд.
Вдова Клиффорда, Мод де Клер, в 1315 году была похищена Джеком Ирландским, хранителем замка Барнард. Её спас сэр Роберт Уэлл (ум. 1325), за которого она вышла замуж вторично.
Автор «Осады Каэрверока», которая, вероятно, создавалась на деньги Клиффорда, хвалит его мудрость и благоразумие, а также восхищается его доблестью.

## Брак и дети
Жена: Мод де Клер (ок. 1276—1326/1327), дочь Томаса де Клера, барона Томонда, и Юлианы Фиц-Морис. Дети:
- Идонея де Клиффорд (ок. 1300 — 24 августа 1365); муж: с 1314 сэр Генри Перси (6 февраля 1301 — 26 февраля 1352), 2-й барон Перси из Алника с 1314
- Роджер де Клиффорд (21 января 1300 — 23 марта 1322), 2-й барон де Клиффорд с 1314
- Роберт де Клиффорд (5 ноября 1305 — 20 мая 1344), 3-й барон де Клиффорд с 1322

После смерти мужа Мод де Клер стала женой Роберта Уэллса, 2-го барона Уэллса.